# CLIST
CLIST – proceduralny interpretowany język programowania używany w systemach MVS. Na składnię języka składają się polecenia TSO, wbudowane funkcje oraz polecenia sterujące. Wypierany przez REXX.

## Hello World w CLIST
```
/* CLIST */
PROC 0
SET MSG = HELLO WORLD
WRITE &MSG

```